# Трубецкой, Дмитрий Тимофеевич
Князь Дми́трий Тимофе́евич Трубецко́й (ум. 24 июня [4 июля] 1625) — русский военный и политический деятель Смутного времени, один из руководителей Первого ополчения, глава Земского правительства (30 июня 1611 — весна 1613), шенкурский державец, наместник.
Вместе с Дмитрием Пожарским и Кузьмой Мининым руководил освобождением от поляков столицы, причём на время после изгнания поляков и до избрания Михаила Фёдоровича был избран правителем государства. За свою деятельность получил титул «Спасителя отечества» и был одним из претендентов на царский престол на земском соборе 1613 года.
Принадлежал к роду князей Трубецких, ведущих свой род от внука Гедимина. Его отец Тимофей Романович (ум. 12 (22) ноября 1602) служил боярином и воеводой в царствование Ивана Грозного и его преемников. Двоюродный брат, Алексей Никитич, занимал одно из первых мест в правительстве Алексея Михайловича.

## Биография

### Служба в Смутное время
В мае 1606 года, на свадьбе Лжедмитрия I и Марины Мнишек с окольничими ходил перед новобрачными и был пятым мовником в бане. Упоминается 11 апреля 1607 года в расходной книге денежного стола Разрядного приказа, как бывший в Козельске (вероятно, на воеводстве), затем становится известным в декабре 1608 года, когда после боя на Ходынке «отъехал» в тушинский лагерь, недовольный правлением Шуйского. В лагере Лжедмитрия II стал боярином и входил вместе с многими родовитыми людьми в его правительство, возглавлял Стрелецкий приказ.
После гибели «тушинского царька» Трубецкой вступает в переговоры с Прокопием Ляпуновым по поводу организации первого ополчения для освобождения Москвы от польско-литовских оккупантов и «семибоярщины». Во главе триумвирата (с Прокопием Ляпуновым и Иваном Заруцким) управлял ополчением численностью около 100 000 человек и страной от имени «земли». В 1611 году показан в боярах, был воеводою в Калуге, писал во все города к боярам и воеводам, а также на Дон, Яик и Вологду к атаманам и казакам грамоты, призывая всех к восстанию против поляков и бунтовщиков. Собрав войска пошёл к Москве, остановился напротив Воронцовского поля, с помощью других воевод разбил за Яузскими воротами вышедших против него поляков.
Первое ополчение (в апреле-мае 1611) штурмом взяло валы Земляного города и стены Белого города, освободив большую часть Москвы (более 95 %), и заперло поляков в Кремле и Китай-городе. После раскола ополчения вместе с Иваном Заруцким остался во главе немногих дворянских отрядов и подмосковных казачьих «таборов», которые были верны завету патриарха Гермогена и стойко держали в осаде более года польский гарнизон Кремля и вместе с подошедшим Вторым ополчением отбили атаки гетмана Ходкевича (22-24 августа 1612) (см. Московское сражение). Впрочем, сам Трубецкой участия в битве почти не принимал.
При соглашении о «единачестве» (около 22 сентября 1612) возглавил вместе с князем Пожарским и Мининым объединённую воинскую силу и Земское правительство. 22 октября казаки князя Дмитрия Трубецкого взяли штурмом Китай-город. Этот день (4 ноября н.с.) стал церковным праздником Казанской иконы Богоматери (в память освобождения Москвы), а в XXI веке государственным праздником народного единства.
Через два дня поляки начали переговоры о капитуляции, и Смутное время подошло к концу.

### Служба Михаилу Фёдоровичу
В январе 1613 года Земский собор «за многие службы и за радение, и за промысл, и за дородство, и за храбрство, и за правду, и за кровь» даровал Дмитрию Трубецкому вотчину Важскую волость с городом Шенкурском. Подписал четвёртым от бояр грамоту об избрании в цари Михаила Фёдоровича. За свою деятельность получил титул «Спасителя отечества» и был одним из претендентов на царский престол на земском соборе февраля 1613 года. При избрании на царство Михаила Фёдоровича, был седьмым бояриным, при коронации Государя в июле 1613 года держал скипетр.
Дмитрий Тимофеевич после освобождения Кремля въехал в бывший двор Годуновых в Кремле близ Никольской башни (этот двор был во владении Трубецких до строительства на этом месте здания Сената) и вместе с Дмитрием Пожарским и Кузьмой Мининым оставался во главе Земского правительства до избрания царя Михаила Фёдоровича.
В 1614 году первый воевода, возглавил неудачный поход на Новгород и потерпел поражение от шведов в битве под Бронницей. В 1614 году неоднократно обедал у Государя. В этом же году послан первым от Государя вернуть ушедших из Москвы казаков, коих и возвратил, в июне, в Звенигороде, встречал первым возвращающегося из польского плена отца царя — будущего патриарха Филарета. Присутствовал на церемонии возведения Филарета в Патриархи и обедал с царём и новым патриархом. В 1620 году неоднократно обедал у Государя и патриарха. Упомянут в феврале 1624 года на обеде у царя.
Царь Михаил Фёдорович не раз привлекал князя к ответственным делам и жаловал в Подмосковье имениями Беседы (1619), Копытово (Алексеевское, 1621, здесь он построил храм Алексея человека Божьего) и обширное имение Гребнево (1623). В мае 1625 года царь назначил Дмитрия Трубецкого первым воеводою и наместником в Сибирь, где он скончался в Тобольске (24 июня 1625). Из Тобольска его тело было перевезено для погребения в Троице-Сергиеву лавру. Могила Трубецкого находится в подклетье Троицкого собора рядом с могилами его брата, отца и первой жены.

## Значение и память
В советское время значение князя Трубецкого в восстановлении российской государственности замалчивалось. В 2013 г. в Манеже состоялась выставка «Православная Русь», где в разделе Смуты был впервые представлен наряду с патриархом Гермогеном, Пожарским и Мининым и Дмитрий Трубецкой.
В селе Гребнево Щелковского района в 2012 году в память о его бывшем владельце установлен закладной камень памятнику Князю Дмитрию Трубецкому и его казакам. Что «Гребнево — вотчина боярина князя Дмитрия Тимофеевича Трубецкого по жалованной грамоте 1623 года, что было преж сего за боярынею Марьею Воронцовою…» подтверждено Книгой письма и меры 1623 г.

## Семья
Женат дважды:
1. Дочь князя Бориса Петровича Татева — Мария Борисовна (ум. 6 августа 1617 года), брак бездетный, похоронена в Троице-Сергиевом монастыре, о чём свидетельствует надгробная надпись на западной стороне Серапионовской палатки: «Лѣта 7125 (1617) августа 6, на Преображеніе Господа Бога нашего Іисуса Христа, преставися раба Божія князя Дмитрія Тимофѣевича Трубецкого княгиня Марія Борисовна.»[7][8].
2. Воронцова Анна (Мария) Ивановна, брак бездетный[9],

Имел брата Александра Тимофеевича по прозванию Меркурий, который умер в апреле 1610 года и был похоронен рядом с семьёй Дмитрия Тимофеевича.